# Tauruberan
Tauruberan o Turuberan fou una província de l'antiga Armènia, a l'oest i nord-oest del llac Van i al sud de l'Airarat. El seu nom deriva de les muntanyes del Taure (Taurus) conegudes con Taure armeni. Era dividida en els districtes de Mardali, Ashmuniq o Arshamuniq, Taron, Varazuniq, Dasnavorq, Dalar, Tuaratsatap, Hark, Beznunik, Apahunik (Mantziciert), Datvan, Akhiovit o Aghiovit. Les ciutats principals foren Mantziciert a l'Apahunik, Muş al Taron i Zarishat a l'Akhiovit.